# Rudolf Anger
Rudolf Anger (* 2. Juni 1806 in Dresden; † 10. Oktober 1866 in Elster) war ein deutscher evangelischer Theologe und Philosoph.

## Leben
Rudolf Anger wurde am 2. Juni 1806 in Dresden als Sohn eines Schulleiters geboren. Die erste Ausbildung erhielt er vom Vater, besuchte von 1821 bis 1824 ein Gymnasium in Dresden und bezog anschließend die Universität Leipzig zu einem fünfjährigen Theologie- und Philosophiestudium. 1829 wurde er zum Doktor der Philosophie promoviert. Theologischer Lizentiat wurde er im darauffolgenden Jahr.
Ab dem Sommersemester 1830 unterrichtete er an der Universität Leipzig, die ihn schließlich 1845 zum Theologiedoktor promovierte, um ihn am 26. Mai des folgenden Jahres als außerordentlichen Theologie- und Philosophieprofessor einzustellen. Zum ordentlichen Theologieprofessor wurde er 1856 befördert. Zusätzlich war er 1861/1862 Dekan der theologischen Fakultät.
Im Jahr 1863 erblindete Anger fast, unterrichtete aber trotzdem weiter. Drei Jahre später, am 10. Oktober, verstarb er im Alter von 60 Jahren in Bad Elster. Seinen Schülern und Freunden war der Verlust so stark, dass sie eine Stiftung Angerstiftung begründeten.

## Mitgliedschaften
Rudolf Anger war Mitglied der Deutschen Morgenländischen Gesellschaft.

## Werke
- De temporum in actis apostolorum ratione caput I. 1833.
- Ueber den Laodicenerbrief. 1843.
- Beiträge zur historisch-kritischen Einleitung in das Alte und Neue Testament. Leipzig 1843.
- De Onkelo, chaldaico, quem ferunt, pentateuchi paraphraste, et quid ei rationis intercedat cum Akila, graeco Veteris Testamenti interprete, Part. I. De Akila. 1845.
- Particula II. „De Onkelo quid memoriae sit proditum“. 1846.
- Chronologie des Lehramts Christi. 1848.
- Synopsis evangeliorum Matthaei, Marci, Lucae. 1852.
- Eine äthiopische Uebersetzung des Hermas. In: Zeitschrift der Deutschen Morgenländischen Gesellschaft, Band 13. 1859. S. 284–285 (Digitalisat).